# São Martinho (Covilhã)
São Martinho (llamada oficialmente Covilhã (São Martinho)) era una freguesia portuguesa del municipio de Covilhã, distrito de Castelo Branco.

## Historia
Era una de las cuatro freguesias que integraban la ciudad de Covilhã, y se extendía al oeste y sur de la misma y tomaba su nombre de la capilla románica dedicada a San Martín que se encuentra en su territorio.
Fue suprimida el 28 de enero de 2013, en aplicación de una resolución de la Asamblea de la República portuguesa promulgada el 16 de enero de 2013 al unirse con las freguesias de Canhoso, Conceição, Santa Maria y São Pedro, formando la nueva freguesia de Covilhã e Canhoso.